# Sajószentpéter
Sajószentpéter je mesto na Madžarskem, ki upravno spada pod podregijo Miskolci Županije Borsod-Abaúj-Zemplén.